# 燦特巴赫河
49°16′8.23″N 10°44′57.75″E / 49.2689528°N 10.7493750°E
燦特巴赫河是德國的河流，位於該國東南部，由巴伐利亞負責管轄，屬於法蘭克尼亞雷扎特河的右支流，河道全長8.9公里，流域面積20.6平方公里。